# Gran Premio di Tripoli

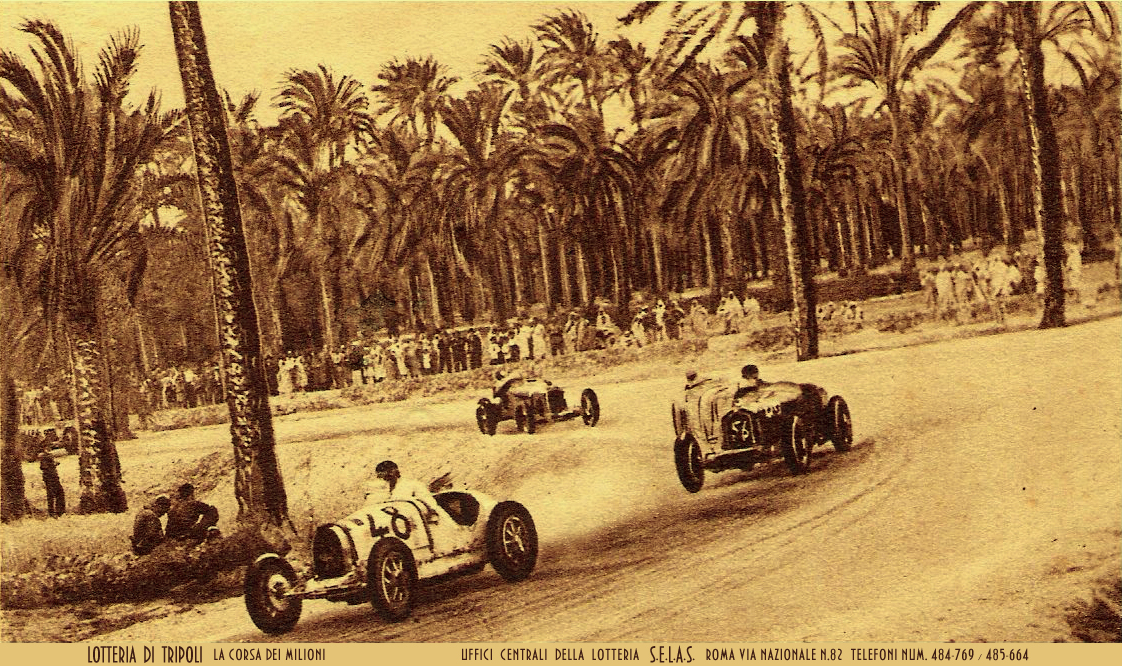
Una fase del Gran Premio di Tripoli nell'edizione del 1934

Il Gran Premio di Tripoli (in arabo جائزة طرابلس الكبرى‎?) era una competizione automobilistica che si corse nell'allora Libia italiana dal 1925 al 1940.

## Storia
La gara si disputò nelle strade della città, lungo un percorso di 71,10 km, fino al 1933 quando, in occasione del VII Gran Premio, fu inaugurato il tracciato che dal 1934 sarà completato con le infrastrutture e denominato Autodromo della Mellaha. Per queste ultime edizioni fu messo in palio un premio di 80 000 lire italiane.

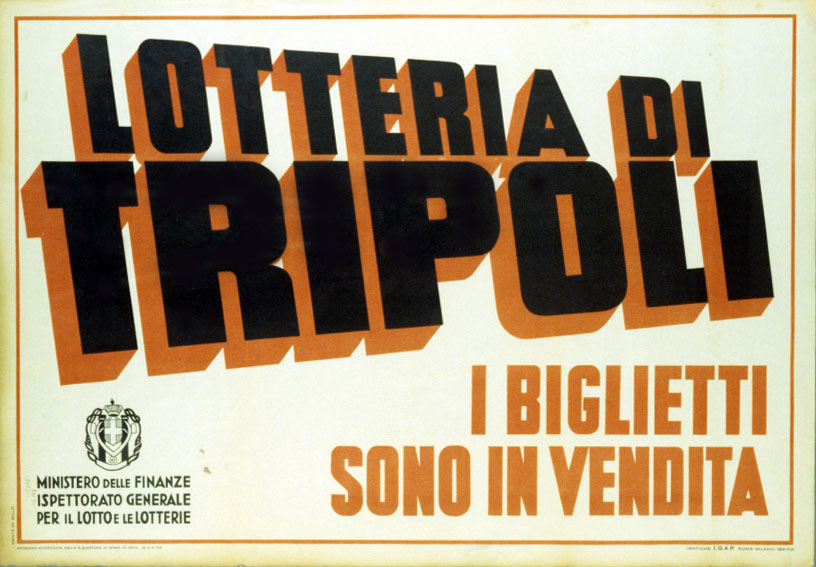
Manifesto della Lotteria di Tripoli 1940

Il circuito della Mellaha, di 13,14 km di lunghezza, fu inaugurato da Italo Balbo il 6 maggio 1934 ed era situato nei pressi di Tripoli, all'interno dell'oasi di Tagiura, in prossimità del lago salato di Mellaha. La gara si disputava percorrendo 15 giri. Per le edizioni corse tra il 1933 ed il 1938 non ci furono restrizioni sul peso delle vetture e sulle caratteristiche dei motori, tant'è che il circuito era considerato il più veloce del mondo e la pista era in grado di sviluppare velocità media di 200 km orari nel giro più veloce.
Le vetture tedesche nella seconda metà degli anni trenta dominarono il Gran Premio.
Il mondo automobilistico italiano, stanco del dominio delle automobili tedesche, mise un limite alla cilindrata massima, che fu di 1.500 cm³. Nonostante queste restrizioni, nel 1939, vinse nuovamente la Mercedes-Benz W154 di Hermann Lang. Nel 1940 parteciparono solamente l'Alfa Romeo e la Maserati; vinse Nino Farina su un'Alfa Romeo 158.
Con lo scoppio della Seconda guerra mondiale la gara non fu più disputata e il circuito della Mellaha, che si trovava nell'area di un aeroporto militare italiano costruito nel 1916 (oggi Aeroporto militare di Mitiga), venne smantellato dopo il 1945 fino all'abbattimento delle strutture coperte dell'autodromo.

## L'accusa di frode alla Lotteria di Tripoli
In occasione dell'inaugurazione del tracciato della Mellaha la corsa fu collegata alla Lotteria libica. Tra l'ottobre 1932 e il 16 aprile 1933 furono venduti i biglietti, a 12 lire l'uno, collegati all'esito della competizione. Trenta biglietti furono estratti 8 giorni prima della gara ed associati ai piloti. Il primo premio era di 3 milioni, il secondo 2 ed il terzo estratto 1. Ci furono voci che accusavano Tazio Nuvolari, Achille Varzi e Baconin Borzacchini di essersi messi d'accordo tra di loro e coi possessori dei biglietti a loro abbinati nel dividersi equamente la vincita in sei parti, qualunque fosse stato il risultato. In effetti il giornalista Giovanni Canestrini (l'allora direttore della Gazzetta dello Sport) ammise di aver fatto da arbitro nell'accordo tra piloti e possessori dei biglietti e di aver sedato mediante il lancio di una monetina la rivalità tra Varzi e Nuvolari, con quest'ultimo che lasciò vincere l'acerrimo rivale, rispettando l'esito di questo sorteggio.

## Albo d'oro

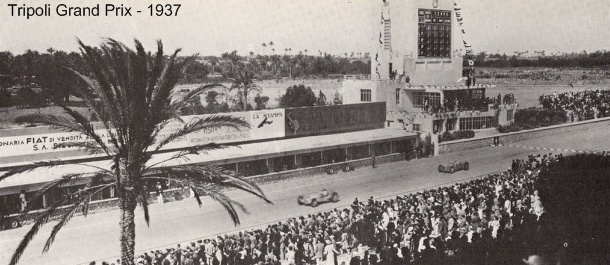
Il Gran Premio di Tripoli nel 1937

| Anno | Categoria          | Circuito | Pilota              | Costruttore   | Resoconto |
| ---- | ------------------ | -------- | ------------------- | ------------- | --------- |
| 1925 | Formula Grand Prix | Tripoli  | Renato Balestrero   | OM            | Resoconto |
| 1926 | Formula Grand Prix | Tripoli  | François Eysermann  | Bugatti       | Resoconto |
| 1927 | Formula Grand Prix | Tripoli  | Emilio Materassi    | Bugatti       | Resoconto |
| 1928 | Formula Grand Prix | Tripoli  | Tazio Nuvolari      | Bugatti       | Resoconto |
| 1929 | Formula Grand Prix | Tripoli  | Gastone Brilli-Peri | Talbot        | Resoconto |
| 1930 | Formula Grand Prix | Tripoli  | Baconin Borzacchini | Maserati      | Resoconto |
| 1933 | Formula Grand Prix | Mellaha  | Achille Varzi       | Bugatti       | Resoconto |
| 1934 | Formula Grand Prix | Mellaha  | Achille Varzi       | Alfa Romeo    | Resoconto |
| 1935 | Formula Grand Prix | Mellaha  | Rudolf Caracciola   | Mercedes-Benz | Resoconto |
| 1936 | Formula Grand Prix | Mellaha  | Achille Varzi       | Auto Union    | Resoconto |
| 1937 | Formula Grand Prix | Mellaha  | Hermann Lang        | Mercedes-Benz | Resoconto |
| 1938 | Formula Grand Prix | Mellaha  | Hermann Lang        | Mercedes-Benz | Resoconto |
| 1939 | Voiturette         | Mellaha  | Hermann Lang        | Mercedes-Benz | Resoconto |
| 1940 | Voiturette         | Mellaha  | Nino Farina         | Alfa Romeo    | Resoconto |